# Atletica leggera ai Giochi della VII Olimpiade - Salto in alto
La competizione del salto in alto di atletica leggera ai Giochi della VII Olimpiade si tenne i giorni 15 e 17 agosto 1920 allo Stadio Olimpico di Anversa.

## L'eccellenza mondiale
| Primatista mondiale         | 2,01 1914  | Edward Beeson | Ritirato  |
| Record europeo              | 1,968 1898 | Pat Leahy     | Rit. 1904 |
| Miglior europeo in attività | 1,93 1919  | Bo Ekelund    | Presente  |
| Vincitore dei Trials USA    | 1,93       | John Murphy   | Presente  |

1. ↑  Lehay era di nazionalità irlandese; la misura è la conversione metrica di 6 piedi e 5 pollici e un quarto.

## Risultati

### Turno eliminatorio
Qualificazione a  1,80 m. Dodici atleti valicano la misura richiesta.
| Pos. | Atleta               | Età | Nazione        | Misura |
| ---- | -------------------- | --- | -------------- | ------ |
| Q    | Richmond Landon      | 22  | Stati Uniti    | 1,80   |
| Q    | Harold Muller        |     | Stati Uniti    | 1,80   |
| Q    | Bo Ekelund           |     | Svezia         | 1,80   |
| Q    | Walter Whalen        |     | Stati Uniti    | 1,80   |
| Q    | John Murphy          |     | Stati Uniti    | 1,80   |
| Q    | Benjamin H. Baker    |     | Gran Bretagna  | 1,80   |
| Q    | Einar Thulin         |     | Svezia         | 1,80   |
| Q    | Pierre Lewden        |     | Francia        | 1,80   |
| Q    | René Labat           |     | Francia        | 1,80   |
| Q    | Timothy Carroll      |     | Gran Bretagna  | 1,80   |
| Q    | Hans Jagenburg       |     | Svezia         | 1,80   |
| Q    | Thorvig Svahn        |     | Svezia         | 1,80   |
| 13   | Pierre Guilloux      |     | Francia        | 1,75   |
| 14   | Georges Henrion      |     | Belgio         | 1,70   |
| 15   | Jean Mahy            |     | Belgio         | 1,65   |
| 15   | Jean Hénault         |     | Belgio         | 1,65   |
| 15   | Dimitrios Andronidas |     | Grecia         | 1,65   |
| 15   | František Stejskal   |     | Cecoslovacchia | 1,65   |
| 19   | Henri Pleger         |     | Lussemburgo    | 1,60   |
| -    | Eric Dunbar          |     | Gran Bretagna  | NM     |
| -    | William Kennedy      |     | Canada         | NM     |
| -    | William Hunter       |     | Gran Bretagna  | NM     |

### Finale
Nonostante la pioggia, la gara è di alto livello. In tre valicano 1,90 metri, per cui si pone l'asticella ad 1,93, nuovo record olimpico. Solo l'americano Landon riesce a superare la misura: l'oro è suo.

Per le altre due medaglie si deve ricorrere al salto di spareggio: Harold Muller supera 1,88 così Ekelund si deve accontentare del bronzo. Solo quinto il vincitore dei Trials, Murphy, con 1,85. 

Dopo il controllo dell'asticella il salto di Landon verrà rimisurato in 1,935.
| Pos.    | Atleta            | Età | Nazione       | Misura | Spareggio |
| ------- | ----------------- | --- | ------------- | ------ | --------- |
| Oro     | Richmond Landon   | 22  | Stati Uniti   | 1,935  |           |
| Argento | Harold Muller     | 19  | Stati Uniti   | 1,90   | 1,88      |
| Bronzo  | Bo Ekelund        | 26  | Svezia        | 1,90   | 1,85      |
| 4       | Walter Whalen     | 22  | Stati Uniti   | 1,85   |           |
| 5       | John Murphy       | 25  | Stati Uniti   | 1,85   |           |
| 6       | Benjamin H. Baker | 28  | Gran Bretagna | 1,85   |           |
| 7       | Einar Thulin      | 24  | Svezia        | 1,80   |           |
| 7       | Pierre Lewden     | 19  | Francia       | 1,80   |           |
| 9       | René Labat        | 28  | Francia       | 1,75   |           |
| 9       | Timothy Carroll   | 32  | Gran Bretagna | 1,75   |           |
| 9       | Hans Jagenburg    | 26  | Svezia        | 1,75   |           |
| 9       | Thorvig Svahn     | 27  | Svezia        | 1,75   |           |

Al settimo posto, con 1,80 metri, si piazza il francese Pierre Lewden che si presenta con un nuovo stile da lui perfezionato: la doppia forbice. Lo stile farà proseliti, anche nell'alto femminile. Lo adotterà, per esempio, Iolanda Balaș.